# Солодкобалківська волость
Солодкобалківська волость — історична адміністративно-територіальна одиниця Бердянського повіту Таврійської губернії.
Станом на 1886 рік складалася з 11 поселень, 5 сільських громад. Населення — 6502 особи (3344 чоловічої статі та 3158 — жіночої), 1596 дворових господарств.
|                     | Площа, десятин | У тому числі орної, дес. |
| ------------------- | -------------- | ------------------------ |
| Сільських громад    | 17356          | 12971                    |
| Приватної власності | —              | —                        |
| Казенної власності  | —              | —                        |
| Іншої власності     | 175            | 167                      |
| Загалом             | 34552          | 23385                    |

Основні поселення волості:
- Ільченкове — колишнє державне село при балці Солодкій за 120 верст від повітового міста, 473 особи, 64 двори, школа, поштова станція.
- Великі Копані — колишнє державне село, 981 особа, 161 двір, православна церква, школа.
- Малі Копані — колишнє державне село, 535 осіб, 88 дворів.
- Остриківка (Горотокмак) — колишнє державне село при річці Токмак, 822 особи, 214 дворів, молитовний будинок, школа.
- Очеретувате — колишнє державне село при балці Очеретовате, 1050 осіб, 125 дворів.
- Роботине (Оберешкова) — колишнє державне село при балці Оріховій, 533 особи, 76 дворів, школа.
- Солодка Балка — колишнє державне село при балці Солодкій, 858 осіб, 116 дворів, молитовний будинок, школа.